# Fake (Lauv e Conan Gray)
Fake è un singolo dei cantanti statunitensi Lauv e Conan Gray, pubblicato il 13 ottobre 2020.

## Tracce
1. Fake – 2:26